# المصبانة العليا

تعديل مصدري - تعديل

المصبانة العليا هي إحدى حارات حي يريم بمدينة يريم أحد مدن محافظة إب، بلغ تعداد سكانها 144 نسمة حسب تعداد اليمن لعام 2004.